# Dodophotis digitata
Dodophotis digitata is een vlokreeftensoort uit de familie van de Photidae. De wetenschappelijke naam van de soort is voor het eerst geldig gepubliceerd in 1935 door K.H. Barnard.